# ウィリアム・マクレー (アメリカ連合国の軍人)
ウィリアム・マクレー（William MacRae, 1834年9月9日 – 1882年2月11日）は、アメリカ南北戦争において連合国陸軍准将を務めた軍人。

## 生い立ち
ウィリアム・マクレーは1834年9月9日にノースカロライナ州ウィルミントンにて、陸軍将官アレクサンダー・マクレーと、その妻アンナ・ジェイン・マーティン・マクレーの息子として誕生した。彼の一家は、スコットランド・ロスシャイアのマクレー氏族の血筋を引いている。マクレーは土木工学を学び、南北戦争勃発までノースカロライナ州モンローで専門職として働いていた。

## 南北戦争
南北戦争が勃発すると、マクレーは兵卒としてモンロー軽歩兵隊に入隊。その後ノースカロライナ第15歩兵連隊のB中隊で大尉に任官された。1892年4月、中佐に昇任。半島方面作戦および第二次マナサスの戦いでは、ノースカロライナ第15歩兵連隊はハウエル・コブの旅団に所属した。アンティータムの戦いでは数週間に渡る戦闘で250人にまで減少した旅団の指揮を執った。マクレーの旅団は北軍の攻撃を3度に渡って撃退したが、その後は50人程度の戦力しか残っておらず、供給された弾薬を全て使い果たした状態となった。続くフレデリックスバーグの戦い、ノースカロライナ第15歩兵連隊はメアリーズハイツで戦闘に臨んだ。戦いの後、ノースカロライナ第15歩兵連隊はジョン・ロジャース・クック准将率いるノースカロライナ旅団に移ることとなった。クック准将はフレデリックスバーグの戦いでの重傷のため、1863年4月まで旅団に戻ることはなかった。1863年2月、マクレーは大佐に昇任した。ノースカロライナ旅団はゲティスバーグ方面作戦後まで、ノースカロライナ州やバージニア州南東部での任務に当たった。北バージニア軍に再び加わった後、マクレーはブリストー駅の戦いでの勇敢さを讃えられた。1864年、ウィリアム・ウェッドビー・カークランド准将がコールドハーバーの戦いで負傷すると、マクレーは一時的に准将の階級に昇任し、カークランドの旅団指揮を割り当てられた（この旅団は元々、ジョンストン・ペティグルー准将の旅団でもあった）。
第二次リーム駅の戦いでマクレーは、ジェイムズ・ヘンリー・レイン准将およびジョン・ロジャース・クック准将の旅団とともに、
ウィンフィールド・スコット・ハンコック少将の第2軍団に属するジョン・ギボン准将の第2師団を撃退した。彼らは正面の塹壕から攻撃し、大砲を鹵獲した。ボイトンプランクロードの戦いで勲功を挙げた後、マクレーはアポマトックス方面作戦が終わるまで軍に残った。

## 戦後
南北戦争終結後、マクレーは財政的に荒廃したノースカロライナ州に戻り、彼はウィルミントン・アンド・マンチェスター鉄道の総裁に就任した。彼はその後、メイコン・アンド・ブランズウィック鉄道でも総裁となり、最後はウェスタン・アンド・アトランティック鉄道総裁となった。

## 最期
マクレーは肺炎に罹患し、ジョージア州オーガスタで死去した。彼は故郷ノースカロライナ州ウィルミントンのオークデイル墓地に埋葬された。